# Liste der Bischöfe von Massa Marittima
Die folgenden Personen waren Bischöfe von Massa Marittima (Italien):
- Atello 501
- Arselio 504
- Cabinto Affricano 535
- Heiliger Fiorenzo 554
- Heiliger Cerbone Affricano 573
- Massimo 590
- Mariniano 640
- Sereno oder Seleno 680
- Ancario oder Ancauro 756
- Guriperto 826
- Odalperto 853
- Paul I. 864
- Johannes I. 877
- Uniclusio 924
- Johannes II. 945
- Wido 979[1]
- Enrico 1015–1050
- Tegrimo 1059–1061
- Bernard 1065–1069
- Wilhelm I. 1073/74–1080
- Wilhelm II. 1082–1091
- Johannes III. 1099
- Lorenz 1103
- Roland 1112–1138
- Albert I. 1149–1158
- Mariano 1180
- Martino 1189–1196
- Johannes IV. 1197
- Aldobrandino 1209
- Marzucco Gaetani 1211
- Albert II. 1216–1230
- Wilhelm II. 1231
- Ildebrando 1232–1243
- Niccolò I. 1244
- Ruggero Ugurgeri 1250
- Galgano Baldinotti di Volterra 1264–1268
- Filippo di Massa 1268–1274
- Orlando Ugurgeri 1277–1300
- Donusdeo Malevotti 1302
- Lando di Pistoia 1307
- Cristofano Melloni Tolomei 1310
- Giovanni V. 1313
- Pietro Appiani 1318
- Giovanni VI. Capponi 1320
- Peter II. 1333
- Galgano Pagliarecci 1334–1348
- Guido II. 1348
- Antonio I. da Riparia 1364–1380
- Pietro III. da Fano 1380–1389
- Andrea Guidi d'Asciano 1389–1391 (auch Bischof von Assisi)
- Giovanni VII. Gabbrielli di Pontremoli 1391–1394 (auch Bischof von Pisa)
- Niccolò II. Beruto 1394–1404
- Riccardo ?
- Bartolomeo Chini 1404–1425
- Vittorio di Bartolomeo 1425
- Antonio II. Casini 1427–1429
- Antonio III. da Massa 1430–1435
- Riccaro Del frate da M. Luco 1435–1438
- Pietro IV. da Orso oder da Osti
- Leonardo Dati 1467–1472
- Bartolomeo II. Della Rovere 1472–1473 (auch Bischof von Ferrara)
- Giovanni VIII. Ghianderoni 1473
- Girolamo I. Conti 1483–1491
- Giovanni IX. Agostino 1491–1492
- Ventura Benassai 1500–1511
- Alfonso Kardinal Petrucci 1511–1517 (Administrator)
- Gio Gregorio Peroschi 1517–1524
- Francesco Peroschi 1524–1529
- Paolo Emilio Kardinal Cesi 1529–1530 (Administrator)
- Girolamo II. Ghianderoni 1530–1538
- Alessandro Kardinal Farnese der Jüngere 1538 (Administrator)
- Bernardino Kardinal Maffei 1547–1549
- Miguel Kardinal de Silva 1549–1556 (Administrator)
- Francesco II. Franchini di Cesena 1555–1559
- Ventura II. Buralini di Città di Castello 1560–1570
- Antonio IV. De Angelis 1570–1579
- Alberto III. Kardinal Bolognetti di Bologna 1579–1582
- Vincenzo Casali di Bologna 1583–1587
- Achille Sergardi 1587–1601
- Alessandro Petrucci 1602–1614
- Fabio Piccolomini 1615–1629
- Gio Battista Malaspina 1629–1655
- Bandino Accarigi 1656–1670
- Niccolò III. dell’Acciaia 1671–1679
- Lelio Piccolomini 1679
- Polo Pecci 1679–1694
- Pietro Luigi Malaspina 1695–1705 (auch Bischof von Pienza)
- Ascanio Silvestri 1706–1714 (auch Bischof von Pienza)
- Niccolò IV. Tolomei 1715–1718
- Eusebio Ciani 1719–1770
- Pietro-Maria Vannucci 1770–1793
- Francesco III. Toli di Livorno 1795–1803
- Giuseppe I. Mancini 1818–1824
- Giuseppe II. Maria Traversi di Pereta 1825–1872
- Giuseppe Morteo di Livorno OFMCap 1873–1891
- Giovanni Battista Borachia 1892–1924
- Giovanni Piccioni 1924–1933
- Faustino Baldini 1933–1966
- Alberto Ablondi 1966–1970 (Apostolischer Administrator)
- Lorenzo Vivaldo 1970–1990
- Angelo Comastri 1990–1994
- Vasco Giuseppe Bertelli 1994 (Apostolischer Administrator)
- Gualtiero Bassetti 1994–1998 (auch Bischof von Arezzo)
- Giovanni Santucci 1999–2010
- Carlo Ciattini seit 2010